# Heteropygas
Heteropygas is een geslacht van vlinders van de familie spinneruilen (Erebidae), uit de onderfamilie Calpinae.

## Soorten
- H. albicauda Köhler, 1979
- H. angulum Giacomelli, 1911
- H. biangulata Walker, 1865
- H. dognini Giacomelli, 1911
- H. filena Schaus, 1901
- H. nymbides Hampson, 1926
- H. oppilata Guenée, 1852
- H. ziczac Felder, 1874